# Bocchoris acamasalis
Bocchoris acamasalis là một loài bướm đêm trong họ Crambidae.